# Rob Kingwill
Rob Kingwill (25 de junio de 1975) es un deportista estadounidense que compitió en snowboard. Ganó una medalla de bronce en el Campeonato Mundial de Snowboard de 1996, en la prueba de halfpipe.

## Medallero internacional
| Campeonato Mundial | Campeonato Mundial | Campeonato Mundial | Campeonato Mundial |
| Año                | Lugar              | Medalla            | Competición        |
| ------------------ | ------------------ | ------------------ | ------------------ |
| 1996               | Lienz (Austria)    | Medalla de bronce  | Halfpipe           |